# وری
وری، روستایی است از توابع بخش چهاردانگه شهرستان ساری در استان مازندران ایران.

## میر عمادالدین
آرامگاه میر عمادالدین (بنیانگذار حکومت سادات عمادی مازندرانی) در این روستا قرار دارد.

## جمعیت
این روستا در دهستان چهاردانگه قرار داشته و براساس آخرین سرشماری مرکز آمار ایران که در سال ۱۳۸۵ صورت گرفته، جمعیت آن ۱۲۰نفر (۴۸خانوار) بوده‌است.